# Llista de capítols de Kimagure Orange Road
|  | Aquest article tracta sobre els volums del manga. Vegeu-ne altres significats a «Llista d'episodis de Kimagure Orange Road». |

Kimagure Orange Road és un manga de comèdia romàntica escrit i il·lustrat per Izumi Masumoto.
Es va publicar a la revista Weekly Shōnen Jump de 1984 a 1987, i els capítols foren recollits en 18 volums tankōbon per Shueisha.
L'editorial Glénat/EDT va publicar el manga complet en llengua catalana en un total de 10 volums.

## Publicació
| - 001: El barret vermell de palla - 002: Un tir perdut - 003: El secret dels seus llavis - 004: Una lenta trista - 005: Lakeside Rhapsody - 006: La distància de l'amor - 007: Rumors que maten - 008: Una feina secreta | - 009: El primer examen - 010: Tarda de shopping - 011: L'anell de la sospita - 012: El blues de l'alcohol - 013: Sentiments que es compliquen - 014: Dues fotografies - 015: La frontera de la gelosia |

| - 016: Un amor no correspost! - 017: Kurumi, molt de compte! - 018: Els tiquets de la discòrdia - 019: Pànic a la platja! - 020: Una cançó d'amor - 021: L'illa de l'amor prohibit - 022: Ja no sóc una nena! - 023: I like Japan! | - 024: Emoció al parc d'atraccions - 025: Sota sospita - 026: Batecs de gelosia - 027: Em sap greu, sóc indecís! - 028: Un accident ben confús - 029: Correm la marató? - 030: Les sospites de la Hikaru - 031: Les flors de la felicitat |

| - 032: He tret l'as de cors! - 033: Un somni premonitori sota les estrelles - 034: En Kyôsuke es transforma! - 035: Un nen amb telepatia - 036: L'aniversari de la sort - 037: Un altre somni premonitori - 038: El misteri del refredat - 039: Un nen que sembra el pànic | - 040: Nadal... cada dia - 041: Cançó de bressol - 042: Un vals sobre gel - 043: És hora de canviar! - 044: Un esbós nevat - 045: Romantic night - 046: La nit de la nevada - 047: Un dia dels enamorats de somni |

| - 048: Elegia de l'institut - 049: La temptació del dia de les nines - 050: El blues de la innocència - 051: El missatge roig al mirall - 052: La temptació dels àngels - 053: Un nen que... torna a sembrar el pànic! - 054: La lenta prohibida - 055: Primavera = sorpresa!! | - 056: La carta de la gelosia - 057: Un huracà que fa i desfà - 058: "Pervertit"! Què m'has dit?! - 059: Compte amb les distàncies curtes! - 060: Un crim d'amor... gairebé perfecte - 061: Un record molt personal - 062: Somriu... i foto! |

| - 063: Viatge a un món paral·lel! - 064: Escapada al paradís! - 065: Una platja perillosa! - 066: L'Akane, testimoni! - 067: No caiguis del pedestal, maco! - 068: Fugitius per amor - 069: SH, les inicials de l'amor - 070: Què et sembla una de por? - 071: Moguda a la muntanya! | - 072: La ruta del pànic! - 073: Neu d'estiu, una prova d'amor - 074: Persecució a la piscina - 075: No s'hi val a fer trampes! - 076: Un somni premonitori... - 077: I una oportunitat única! - 078: Una càmera amb trampa - 079: Un fracàs rere l'altre! |

| - 080: Una moguda paral·lela! - 081: Una nit paral·lela! - 082: Un heroi paral·lel! - 083: La tardor de l'amor - 084: Una alumna perillosa - 085: Estima... la càmera! - 086: La foto secreta - 087: Un aniversari extraordinari | - 088: Els caçadors de bolets! - 089: Va, digues que t'agrado! - 090: Una guerra de cors! - 091: Un Nadal blanc - 092: Hipnosi? No, gràcies! - 093: Un somni, un petó! - 094: La llegenda de la muntanya hivernal - 095: Una història de por |

| - 096: Un règim de sang, suor i llàgrimes! - 097: El focus de l'amor! - 098: Pel dia dels enamorats... un nen! - 099: En Kyôsuke robot! - 100: El primer amor - 101: De veritat que te'n vas?! - 102: Ha arribat la primavera! - 103: Contactes perillosos | - 104: La Manami té una aventura! - 105: Compte no siguis innocent! - 106: Boirina de primavera, una estampa d'amor - 107: La mala fortuna d'en Kyôsuke - 108: Un lloro massa xerraire - 109: Per això sóc un home! - 110: Un rellotge peculiar - 111: Desperta'm amb un petó! |

| - 112: Una noia fotogènica - 113: Un missatge per a tu... i ningú més! - 114: Amb les emocions... sinceritat al 100%! - 115: La parada de l'autobús de l'amor! - 116: Quin perill de profe! - 117: El laberint del retrobament - 118: He somiat que rebia carbassa - 119: Jo, el gat! | - 120: L'estiu del comiat - 121: Hawaii, espera'm que vinc! - 122: Hawaii, el ring de les dones! - 123: Intriga a la platja de l'estiu per sempre - 124: Hawaiian Mystery - 125: Malson d'una nit d'estiu - 126: Especial Izumi Matsumoto: de vacances a Chiba - 127: Pintallavis de nit |

| - 128: La temptació de l'habitació secreta - 129: Una dolça i perillosa tarda de cinema - 130: Entre l'aprovat i el suspens - 131: L'ombra de l'arbre del record - 132: Mira, mira, gelosia! - 133: El perquè del petó! - 134: L'home que no podia tornar - 135: Acaba com va començar - 136: Famosa a la primavera | - 137: A la cantonada, un accident - 138: Al vespre, una aventura - 139: La confessió d'un amor tràgic - 140: Un Cupido inesperat! - 141: Un escenari de somni - 142: Ha nascut una estrella! - 143: Un cor en flames! - 144: Aquesta no me l'esperava! |

| - 145: El xicot que no ho era - 146: Una habitació només per a dos - 147: T'admiro, Hikaru! - 148: El retrat d'un amor platònic! - 149: En Kyôsuke robot! (2a part) - 150: M'he transformat en peix! - 151: El llac dels records | - 152: El penjoll d'aquell estiu - 153: Fuig! Fuig! - 154: Pregària a una estàtua de pedra - 155: La gran final de l'estiu - 156: Una parella sense retorn - 157: Un estiu sense fi - 158: Pànic al balneari |